# راست‌گوشه‌ای
راست‌گوشه‌ای (نام علمی: Orthogonius) نام یک سرده از تیره سوسک‌های زمینی است.